# فهرست سرزمین‌هایی که فرانسوی در آنها زبان رسمی است

پرچم کشورهای فرانسوی زبان

مناطقی که فرانسوی زبان رسمی و اصلی است
مناطقی که فرانسوی زبان رسمی است ولی زبان اول اکثریت نیست
مناطقی که فرانسوی زبان دوم است
مناطقی که فرانسوی زبان اقلیت است

زبان فرانسوی در ۲۹ کشور یکی از زبان‌های رسمی است. کشورهای فرانسه زبان به سه دسته کلی تقسیم می‌شود:
۱. کشورهایی که زبان فرانسوی در آنجا هم زبان رسمی و هم زبان مادری است. (فرانسه، بلژیک، سوئیس، موناکو و کانادا)
۲. کشورهایی که زبان فرانسه در آنجا زبان رسمی می‌باشد اما زبان مادری نیست. (۲۴ کشور جهان: کشورهای آفریقایی به استثنای آفریقای شمالی و موریتانی، هائیتی، لوکزامبورگ، وناتو)
۳. کشورهایی که زبان فرانسه در آنجا اولین زبان اجباری خارجی است و در زندگی روزمره (در سیاست، تجارت، رسانه‌های آنلاین، سیستم آموزشی و غیره) استفاده می‌شود. (الجزایر، مراکش، موریتانی و تونس)
این فهرست به ارائه این موارد می‌پردازد.

## کشورهای مستقل
| رتبه | کشور                  | قاره                | جمعیت (۲۰۰۸) | فرانسوی‌زبان‌ها (۲۰۰۵) | فرانسوی‌زبان‌های نیمه مسلط (۲۰۰۵) | تمام فرانسوی‌زبان‌ها/مسلط و نیمه مسلط |
| ---- | --------------------- | ------------------- | ------------ | -------------------- | ------------------------------- | ----------------------------------- |
| #    | -                     | دنیای فرانسوی‌زبان‌ها | ۳۶۷٬۴۲۸٬۶۶۹  | NA                   | NA                              | ۱۶۲٬۳۴۸٬۰۲۰                         |
| ۱.   | جمهوری دموکراتیک کنگو | آفریقا              | ۶۶٬۵۱۴٬۵۰۶   | ۶٬۰۸۰٬۰۰۰            | ۱۸٬۲۴۰٬۰۰۰                      | ۲۴٬۳۲۰٬۰۰۰                          |
| ۲.   | فرانسه                | اروپا               | ۶۵٬۰۵۷٬۷۹۰   | ۶۰٬۵۷۸٬۶۰۰۱          | NA                              | ۶۰٬۵۷۸٬۶۰۰                          |
| ۳.   | کانادا                | آمریکای شمالی       | ۳۳٬۱۴۳٬۶۰۰   | ۶٬۷۴۱٬۹۵۵            | ۲٬۸۴۸٬۷۴۵                       | ۹٬۵۹۰٬۷۰۰                           |
| ۴.   | ماداگاسکار            | آفریقا              | ۲۰٬۰۴۲٬۵۵۱   | ۸۶۵٬۰۰۰              | ۲٬۶۶۴٬۲۰۰                       | ۳٬۵۲۹٬۲۰۰                           |
| ۵.   | کامرون                | آفریقا              | ۱۸٬۴۶۷٬۶۹۲   | ۲٬۹۵۰٬۳۰۰            | ۴٬۳۹۳٬۱۰۰                       | ۷٬۳۴۳٬۴۰۰                           |
| ۶.   | ساحل عاج              | آفریقا              | ۱۸٬۳۷۳٬۰۶۰   | ۱۲٬۷۴۰٬۰۰۰           | NA                              | ۱۲٬۷۴۰٬۰۰۰                          |
| ۷.   | بورکینافاسو           | آفریقا              | ۱۵٬۲۶۴٬۷۳۵   | ۶۹۵٬۰۰۰              | NA                              | ۶۹۵٬۰۰۰                             |
| ۸.   | نیجر                  | آفریقا              | ۱۳٬۲۷۲٬۶۷۹   | ۱٬۲۶۰٬۰۰۰            | NA                              | ۱٬۲۶۰٬۰۰۰                           |
| ۹.   | سنگال                 | آفریقا              | ۱۲٬۸۵۳٬۲۵۹   | ۱٬۱۷۰٬۰۰۰            | ۲٬۴۵۷٬۰۰۰                       | ۳٬۶۲۷٬۰۰۰                           |
| ۱۰.  | مالی                  | آفریقا              | ۱۲٬۳۲۴٬۰۲۹   | ۱٬۱۰۷٬۰۰۰            | NA                              | ۱٬۱۰۷٬۰۰۰                           |
| ۱۱.  | رواندا                | آفریقا              | ۱۰٬۴۷۳٬۲۸۲   | ۶۰۹٬۰۰۰              | ۱۷۴٬۰۰۰                         | ۷۸۳٬۰۰۰                             |
| ۱۲.  | بلژیک                 | اروپا               | ۱۰٬۴۰۳٬۹۵۱   | ۴٬۳۰۰٬۰۰۰            | ۲٬۰۰۰٬۰۰۰                       | ۶٬۳۰۰٬۰۰۰                           |
| ۱۳.  | گینه                  | آفریقا              | ۱۰٬۲۱۱٬۴۳۷   | ۲٬۰۰۰٬۰۰۰            | ۴٬۰۰۰٬۰۰۰                       | ۶٬۰۰۰٬۰۰۰                           |
| ۱۴.  | چاد                   | آفریقا              | ۱۰٬۱۱۱٬۳۳۷   | ۱٬۹۴۰٬۰۰۰            | NA                              | ۱٬۹۴۰٬۰۰۰                           |
| ۱۵.  | هائیتی                | آمریکای مرکزی       | ۸٬۹۲۴٬۵۵۳    | ۵٬۶۶۴٬۰۰۰            | ۵٬۶۲۲٬۵۰۰                       | ۶٬۲۸۶٬۵۰۰                           |
| ۱۶.  | بوروندی               | آفریقا              | ۸٬۶۹۱٬۰۰۵    | ۳۹۰٬۰۰۰              | ۲۳۴٬۰۰۰                         | ۶۲۴ ۰۰۰                             |
| ۱۷.  | بنین                  | آفریقا              | ۸٬۲۹۴٬۹۴۱    | ۷۳۹٬۲۰۰              | ۱٬۴۰۲٬۸۰۰                       | ۲٬۱۴۲٬۰۰۰                           |
| ۱۸.  | سوئیس                 | اروپا               | ۷٬۵۸۱٬۵۲۰    | ۱٬۵۰۹٬۶۰۰            | ۲٬۰۷۲ ,۰۰۰                      | ۳٬۵۸۲٬۱۲۰                           |
| ۱۹.  | توگو                  | آفریقا              | ۵٬۸۵۸٬۶۷۳    | ۲٬۰۰۰٬۰۰۰            | NA                              | ۲٬۰۰۰٬۰۰۰                           |
| ۲۰.  | جمهوری آفریقای مرکزی  | آفریقا              | ۴٬۴۳۴٬۸۷۳    | ۹۴۵٬۰۰۰              | NA                              | ۹۴۵٬۰۰۰                             |
| ۲۱.  | جمهوری کنگو           | آفریقا              | ۳٬۹۰۳٬۳۱۸    | ۱٬۲۰۰٬۰۰۰            | ۱٬۲۰۰٬۰۰۰                       | ۲٬۴۰۰٬۰۰۰                           |
| ۲۲.  | گابن                  | آفریقا              | ۱٬۴۸۵٬۸۳۲    | ۱٬۲۰۰٬۰۰۰            | NA                              | ۱٬۲۰۰٬۰۰۰                           |
| ۲۳.  | کومور                 | آفریقا              | ۷۳۱٬۷۷۵      | ۳۱۲٬۲۰۰              | NA                              | ۳۱۲٬۲۰۰                             |
| ۲۴.  | گینه استوایی          | آفریقا              | ۶۱۶٬۴۵۹      | ۱۰۰٬۰۰۰              | ۲۰۰٬۰۰۰                         | ۳۰۰٬۰۰۰                             |
| ۲۵.  | جیبوتی                | آفریقا              | ۵۰۶٬۲۲۱      | ۱۵۹٬۸۰۰              |                                 | ۱۵۹٬۸۰۰                             |
| ۲۶.  | لوکزامبورگ            | اروپا               | ۴۸۶٬۰۰۶      | ۴۳۰٬۰۰۰              | ۲۰٬۰۰۰                          | ۴۵۰٬۰۰۰                             |
| ۲۷.  | وانواتو               | اقیانوسیه           | ۲۱۵٬۴۴۶      | ۹۹٬۰۰۰               | NA                              | ۹۹٬۰۰۰                              |
| ۲۸.  | سیشل                  | آفریقا              | ۸۲٬۲۴۷       | ۴٬۰۰۰                | ۴۴٬۰۰۰                          | ۴۸٬۰۰۰                              |
| ۲۹.  | موناکو                | اروپا               | ۳۲٬۷۹۶       | ۲۳٬۴۰۰               | NA                              | ۲۳٬۴۰۰                              |

## سرزمین‌های وابسته
| ردیف | سرزمین                            | قاره             | جمعیت   | وضعیت                                              |
| ---- | --------------------------------- | ---------------- | ------- | -------------------------------------------------- |
| ۱.   | پلی‌نزی فرانسه                     | اقیانوسیه        | ۲۶۷٬۰۰۰ | مجموعه فرادریایی فرانسه                            |
| ۲.   | کالدونیای جدید                    | اقیانوسیه        | ۲۲۴٬۸۲۴ | مجموعه فرانسه با وضعیت ویژه                        |
| ۳.   | دره ااوستا                        | اروپا            | ۱۲۸٬۰۰۰ | ناحیه خودمختار ایتالیا با وضعیت ویژه               |
| ۴.   | سنت مارتین                        | آمریکای شمالی    | ۲۹٬۳۷۶  | مجموعه فرادریایی فرانسه                            |
| ۵.   | والیس و فوتونا                    | اقیانوسیه        | ۱۶٬۴۴۸  | مجموعه فرادریایی فرانسه                            |
| ۶.   | سنت بارثلمی                       | آمریکای شمالی    | ۷٬۴۹۲   | مجموعه فرادریایی فرانسه                            |
| ۷.   | سنت پیر و ماژلان                  | آمریکای شمالی    | ۷٬۰۴۴   | مجموعه فرادریایی فرانسه                            |
| ۸.   | جزیره کلیپرتون                    | آمریکای شمالی    | ۰       | قلمرو کوچک فرانسه که مستقیماً توسط دولت اداره می‌شود |
| ۹.   | سرزمین‌های جنوبی و جنوبگانی فرانسه | آفریقا و جنوبگان | ۰       | مجموعه فرادریایی فرانسه                            |